# Воловске-Врхи
Во́ловске-Врхи (словац. Volovské vrchy) — горный массив в восточной Словакии, часть Словацких Рудных гор. Наивысшая точка — гора Койшовска-Голя, 1246 метров. Воловске-Врхи делятся на семь частей:
- Гавранье-Врхи
- Кнола
- Златы-Стуол
- Гнилецке-Врхи
- Пипитка
- Койшовска-Голя
- Голичка

## Достопримечательности
- Города Гелница, Кошице, Медзев, Рожнява
- Усадьба Бетльяр
- Заповедник